# Гайдуков, Вениамин Андреевич
Вениамин Андреевич Гайдуков (31 марта 1895 года, Острогожск, Воронежская губерния — 11 апреля 1980 года, Москва) — советский военный деятель, Генерал-лейтенант (22.02.1944 ).

## Начальная биография
Вениамин Андреевич Гайдуков родился 31 марта 1895 года в Острогожске (ныне — Воронежской области).

## Военная служба

### Первая мировая и гражданская войны
В декабре 1914 года был призван в ряды Русской императорской армии и служил во 2-м запасном кавалерийском полку в Острогожске в качестве добровольца-вольноопределяющегося и рядового.
С февраля 1915 года был юнкером Елизаветинского кавалерийского училища, по окончании которого в октябре того же года был направлен на фронт, где воевал в составе 1-го сводного Проскуровского пограничного полка в чинах младшего офицера-корнета, командира сотни и штабс-ротмистра.
В ходе Гражданской войны с марта 1918 года Гайдуков был помощником военрука и военруком уездных военкоматов, командиром местных пеших и конных отрядов по борьбе с контрреволюцией, участвовал в боях против гайдамаков и белогвардейских войск под командованием генерала А. И. Деникина. В августе 1920 года был назначен на должность помощника командира и командира бригады во 2-й кавалерийской дивизии имени М. Ф. Блинова, в составе которой принимал участие в боях на Южном фронте против войск под командованием генерала П. Н. Врангеля на никопольском плацдарме и в Крыму, за что был награждён орденом Красного Знамени. Затем воевал против вооружённых формированиями под командованием Н. И. Махно на Украине и с бандитизмом в Ставрополье и Терской области.

### Межвоенное время
В июне 1922 года был назначен на должность командира 5-го Заамурского полка, в августе 1925 года — на должность командира 35-го Егорлыкского кавалерийского полка (6-я Чонгарская кавалерийская дивизия, Западный военный округ).
В 1927 году закончил кавалерийские Курсы усовершенствования командного состава РККА в Новочеркасске.
В январе 1929 года был назначен на должность командира 38-го кавалерийского полка 7-й Самарской кавалерийской дивизии Западного военного округа, а в феврале 1934 года — на должность помощника командира 8-й стрелковой дивизии Западного военного округа. В мае 1935 года Гайдуков был переведен в Северо-Кавказский военный округ на должность заместителя командира 2-й Кавказской кавалерийской дивизии. В октябре 1936 года был назначен на должность заместителя командира, затем — командира 13-й Донской казачьей дивизии этого округа, а в январе 1939 года — на должность командира 17-й горно-кавалерийской дивизии.

### Великая Отечественная война
В ходе Великой Отечественной войны 17-я горно-кавалерийская дивизия под командованием Гайдукова приняла участие в Иранской операции, а с ноября 1941 года в составе  16-й армии принимала участие в оборонительных боях под Москвой.
В январе 1942 года исполнял должность командира 2-го кавалерийского корпуса 3-го формирования, который находился на формировании в составе 1-й ударной армии Западного фронта, а 24 января был переименован в 9-й кавалерийский корпус. 3 февраля 1942 года был назначен на должность заместителя командира корпуса, в апреле — на должность инспектора кавалерии Южного фронта, в августе — на должность заместителя командующего 18-й армией, а в ноябре 1942 года генерал-майор Вениамин Андреевич Гайдуков был назначен на должность командира 16-го стрелкового корпуса, который в составе Черноморской группы войск принимал участие в битве за Кавказ.
12 января 1943 года был назначен на должность командира 15-го кавалерийского корпуса, дислоцировавшегося в Иране. В январе 1944 года был назначен на должность заместителя командующего 34-й, а затем 4-й армий, а в марте 1945 года — на должность командира 58-го стрелкового корпуса, который дислоцировался в Иране.

### Послевоенная карьера
В апреле 1946 года был назначен на должность заместителя командующего 4-й армией Бакинского военного округа.
С марта 1947 года был слушателем Высших академических курсов при Высшей военной академии имени К. Е. Ворошилова, по окончании в июне 1948 года был назначен на должность командира 19-го стрелкового корпуса Закавказского военного округа, в июле 1950 года — на должность командира 27-го гвардейского стрелкового корпуса Киевского военного округа, с ноября 1951 г. — командир 14-го гвардейского стрелкового корпуса этого же округа.
В августе 1955 года генерал-лейтенант Вениамин Андреевич Гайдуков вышел в отставку. Умер 11 апреля 1980 года в Москве.

## Награды
- Орден Ленина;
- Пять орденов Красного Знамени;
- Медали.